# Lista das áreas metropolitanas da América por população

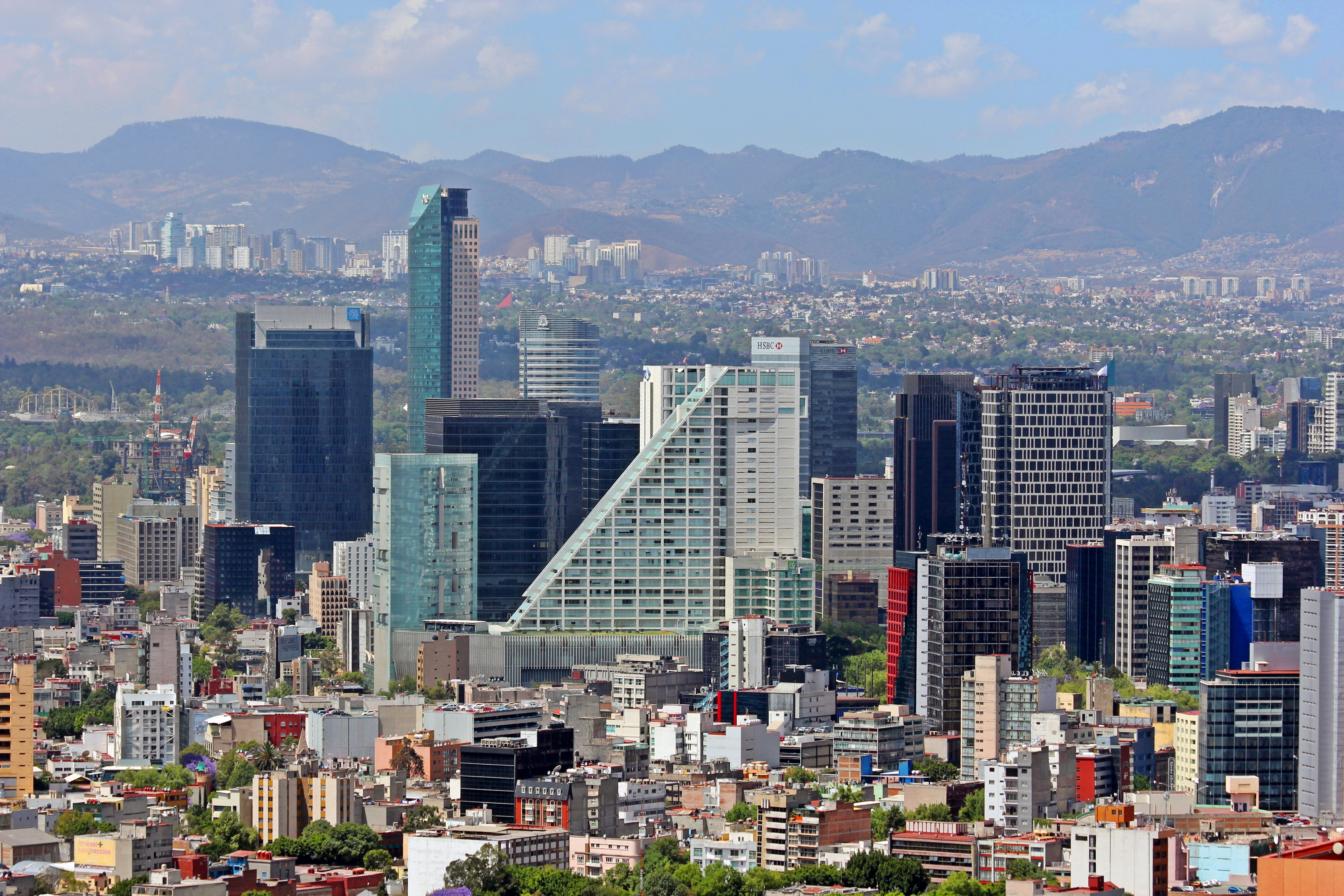
Região Metropolitana da Cidade do México, uma das maiores do mundo

Este anexo abriga a lista das áreas metropolitanas das Américas por população, isto é, abaixo estão as áreas/regiões metropolitanas mais populosas que existem nas Américas. A lista é liderada pela Região Metropolitana da Cidade do México, no México,seguida pela Região Metropolitana de Nova York, nos Estados Unidos da América, pela Região Metropolitana de São Paulo, no Brasil, e a Grande Buenos Aires, na Argentina e, completando as cinco primeiras,  Região Metropolitana de Los Angeles, nos Estados Unidos da América.
Os dados das três primeiras: Região Metropolitana de São Paulo, Região Metropolitana da Cidade do México e Região Metropolitana de Nova York foram atualizados de acordo com as referências citadas.
| Posição | Cidade-sede           | Área metropolitana                                                | População  |
| ------- | --------------------- | ----------------------------------------------------------------- | ---------- |
| 1       | São Paulo             | Região Metropolitana de São Paulo                                 | 21 391 653 |
| 2       | Cidade do México      | Região Metropolitana da Cidade do México                          | 20 892 724 |
| 3       | Nova Iorque           | Região Metropolitana de Nova Iorque                               | 20 140 470 |
| 4       | Buenos Aires          | Grande Buenos Aires                                               | 13 074 000 |
| 5       | Los Angeles           | Região Metropolitana de Los Angeles                               | 12 874 797 |
| 6       | Rio de Janeiro        | Região Metropolitana do Rio de Janeiro                            | 12 603 939 |
| 7       | Chicago               | Região Metropolitana de Chicago                                   | 9 580 567  |
| 8       | Bogotá                | Região Metropolitana de Bogotá                                    | 8 493 675  |
| 9       | Lima                  | Região Metropolitana de Lima                                      | 8 482 619  |
| 10      | Washington-Baltimore  | Região Metropolitana de Washington-Baltimore                      | 8 400 990  |
| 11      | São Francisco         | Área da baía de São Francisco                                     | 7 718 447  |
| 12      | Dallas-Fort Worth     | Região Metropolitana de Dallas-Fort Worth                         | 6 687 571  |
| 13      | Toronto               | Região Metropolitana de Toronto                                   | 6 515 381  |
| 14      | Filadélfia            | Vale do Delaware                                                  | 6 292 639  |
| 15      | Boston                | Região Metropolitana de Boston                                    | 6 238 132  |
| 16      | Houston               | Região Metropolitana de Houston                                   | 5 800 255  |
| 17      | Detroite-Windsor      | Região Metropolitana de Detroit                                   | 5 760 344  |
| 18      | Belo Horizonte        | Região Metropolitana de Belo Horizonte                            | 5 731 826  |
| 19      | Atlanta               | Região Metropolitana de Atlanta                                   | 5 495 123  |
| 20      | Santiago              | Região Metropolitana de Santiago                                  | 5 196 846  |
| 21      | Miami                 | Região Metropolitana do Sul da Flórida                            | 5 136 602  |
| 22      | San Diego-Tijuana     | Região Metropolitana de São Diego-Tijuana                         | 5 105 769  |
| 23      | Fênix (Arizona)       | Região Metropolitana de Fênix                                     | 4 487 014  |
| 24      | Caracas               | Grande Caracas                                                    | 4 478 851  |
| 25      | Guadalajara           | Região Metropolitana de Guadalajara                               | 4 260 864  |
| 26      | Porto Alegre          | Região Metropolitana de Porto Alegre                              | 4 076 158  |
| 27      | Recife                | Região Metropolitana do Recife                                    | 4 058 657  |
| 28      | Seattle               | Região Metropolitana de Seattle                                   | 4 006 740  |
| 29      | Monterrei             | Região Metropolitana de Monterrei                                 | 3 904 528  |
| 30      | Salvador              | Região Metropolitana de Salvador                                  | 3 843 250  |
| 31      | Montreal              | Região Metropolitana de Montreal                                  | 3 833 728  |
| 32      | Cidade da Guatemala   | Região Metropolitana da Cidade da Guatemala                       | 3 681 309  |
| 33      | Fortaleza             | Região Metropolitana de Fortaleza                                 | 3 655 259  |
| 34      | Curitiba              | Região Metropolitana de Curitiba                                  | 3 571 695  |
| 35      | Brasília              | Região Integrada de Desenvolvimento do Distrito Federal e Entorno | 3 525 786  |
| 36      | Medellín              | Região Metropolitana de Medellín                                  | 3 405 463  |
| 37      | Mineápolis-Saint-Paul | Região Metropolitana de Mineápolis-Saint-Paul                     | 3 314 586  |
| 38      | Cleveland             | Região Metropolitana de Cleveland                                 | 2 953 686  |
| 39      | Puebla                | Região Metropolitana de Puebla                                    | 2 801 915  |
| 40      | Denver                | Região Metropolitana de Denver                                    | 2 792 310  |
| 41      | Cáli                  |                                                                   | 2 705 963  |
| 42      | Portland              | Região Metropolitana de Portland                                  | 2 694 822  |
| 43      | São Luís              | Região Metropolitana de São Luís                                  | 2 660 949  |
| 44      | Tampa                 | Região Metropolitana da Baía de Tampa                             | 2 645 432  |
| 45      | Campinas              | Região Metropolitana de Campinas                                  | 2 633 523  |
| 46      | Havana                |                                                                   | 2 605 022  |
| 47      | Maracaibo             |                                                                   | 2 563 576  |
| 48      | Juárez-El Paso        | Região Metropolitana de Juárez-El Paso                            | 2 525 583  |
| 49      | Belém                 | Região Metropolitana de Belém                                     | 2 402 438  |
| 50      | Manaus                | Região Metropolitana de Manaus                                    | 2 303 511  |
| 51      | Goiânia               | Região Metropolitana de Goiânia                                   | 2 237 404  |